# Maktum ibn Raszid Al Maktum
Maktum bin Raszid Al Maktum, arab. مكتوم بن راشد آل مكتوم (ur. 1946, zm. 4 stycznia 2006 w Gold Coast, Australia) – szejk arabski, były emir Dubaju i premier Zjednoczonych Emiratów Arabskich.
Syn Raszida bin Sa’ida Al Maktuma, emira Dubaju. W latach 1971–1979 po raz pierwszy pełnił funkcję premiera Zjednoczonych Emiratów Arabskich; w 1979 został na tym stanowisku zastąpiony przez ojca. Po śmierci ojca w październiku 1990 ponownie objął funkcję premiera, został jednocześnie nowym emirem Dubaju. W listopadzie 2004 po śmierci szejka Zajida ibn Sultana Al Nahajjana przez dwa dni pełnił obowiązki prezydenta Zjednoczonych Emiratów Arabskich, do czasu wyboru na to stanowisko szejka Chalify.
Następcą tronu Dubaju został jego brat, szejk Muhammad ibn Raszid Al Maktum (minister obrony). Drugi brat Hamdan pełni funkcję ministra finansów.
Zmarł 4 stycznia 2006 na atak serca podczas pobytu w Gold Coast (Queensland) w Australii.